# 252P/LINEAR
Pour les articles homonymes, voir Comète LINEAR et LINEAR.
252P/LINEAR est une comète périodique du système solaire, découverte le 7 avril 2000 par le programme LINEAR.
La comète P/2016 BA14 (PANSTARRS) (en) en est un fragment divorcé.